# Urobatis jamaicensis
Urobatis jamaicensis é uma espécie de peixe da família Urotrygonidae.

## Informações gerais
Têm um disco peitoral redondo e barbatanas pélvicas arredondadas, sem barbatanas dorsais na cauda curta e uma espinha venenosa recuada perto de sua pequena barbatana caudal (cauda). Eles preferem fundos arenosos e águas rasas no Golfo do México e áreas adjacentes do Atlântico ocidental. Eles podem ser encontrados em uma variedade de cores e padrões de marcações, ideais para camuflagem quando enterrados na areia para emboscar a presa. Eles são considerados inofensivos aos seres humanos, exceto durante interações acidentais, porque eles crescem apenas até 66 centímetros de comprimento, e sua coluna é usada apenas na defesa.

## Nomes comuns
Enquanto Urobatis jamaicensis é comumente chamada de "arraia amarela", também é conhecida como "arraia redonda", "arraia pintada de amarelo" e "raia de camareira". Existem muitos nomes comuns para esta raia, incluindo Jamaicaanse doornrog (holandês), pikkukeihäsrausku (finlandês), trygon jamajski (polonês), tembladera (espanhol), raya (espanhol) e raya pintada (espanhol).

## Perigos para humanos
Como a maioria dos raios, a arraia amarela apresenta pouco perigo para os seres humanos. As arraias só usam a coluna venenosa como forma de defesa. Pisar em uma arraia é a maneira mais comum pelas quais as pessoas são feridas por esses peixes. Apesar de ser preso por uma coluna de arraia pode ser doloroso, raramente é uma ameaça à vida.

## Distribuição geográfica e habitat
Esta arraia é encontrada nas águas costeiras do Atlântico ocidental, da Carolina do Norte à Flórida e ao longo do Golfo do México. É comum na costa da Flórida e é visto ocasionalmente nas Bahamas e no Caribe.
Pode ser encontrada nos seguintes países e territórios: Antiga e Barbuda, Bahamas, Barbados, Belize, Colômbia, Costa Rica, Cuba, Dominica, Estados Unidos, Granada, Guatemala, Guiana, Guiana Francesa, Haiti, Honduras, Jamaica, México, Nicarágua, Panamá, Porto Rico, República Dominicana, São Cristóvão e Neves, São Vicente e Granadinas, Suriname, Trindade e Tobago, Venezuela e possivelmente no Brasil.
A U. jamaicensis é mais comumente encontrada em águas rasas em habitats arenosos ou lamacentos, frequentemente enterrados no substrato. Ocorre em profundidades que variam de menos de um pé a 82 pés (25 m). Padrões de migração de arraia amarela e demografia não foram investigados.

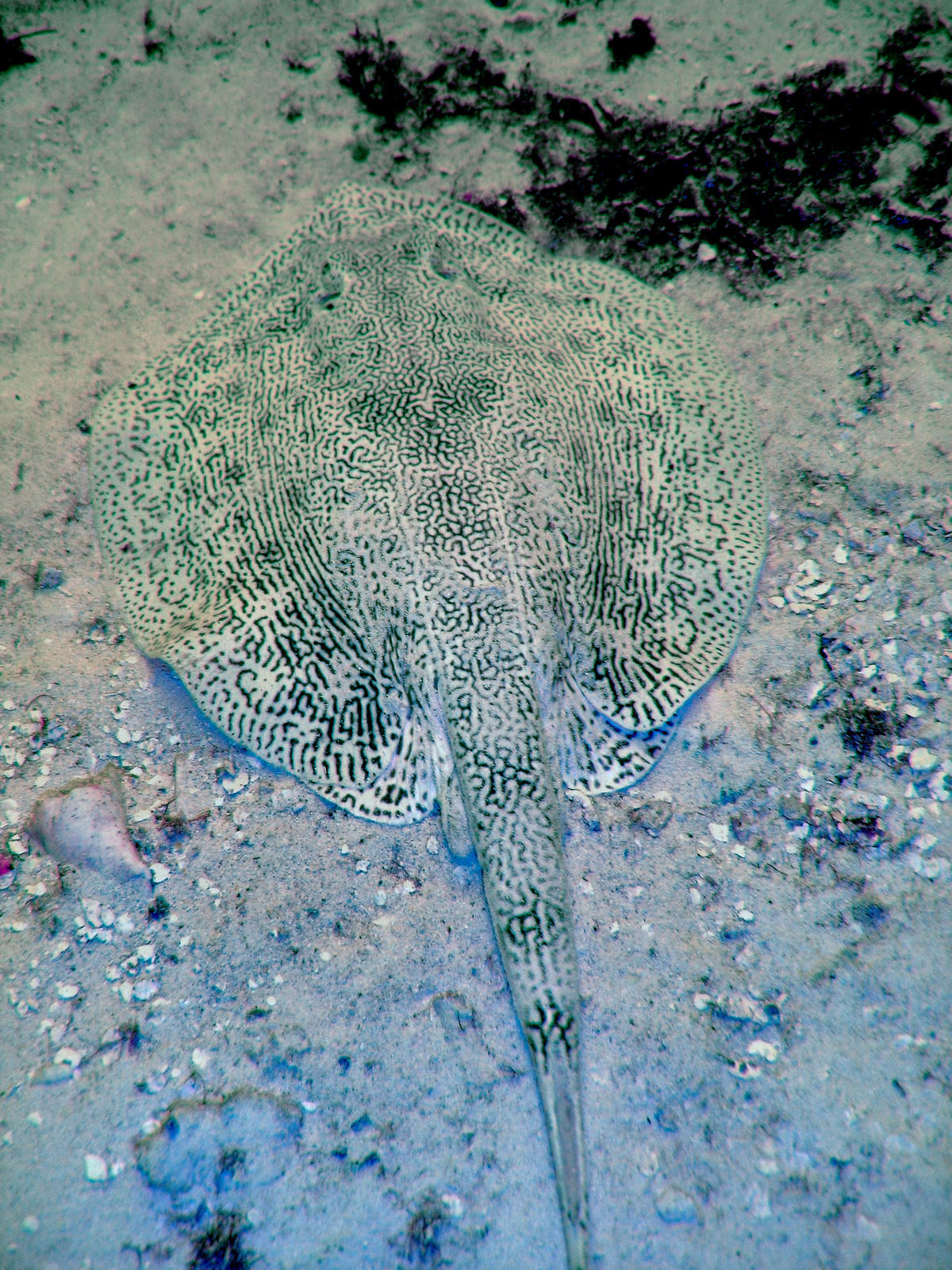
A arraia amarela é capaz de ajustar sua coloração para melhor se misturar ao ambiente.

## Biologia
Características distintas
Como outros arraias da família Urolophidae, a arraia amarela é caracterizada por um corpo redondo. U. jamaicensis tem uma barbatana caudal bem desenvolvida que se estende em torno da ponta da cauda. A coluna vertebral está localizada logo antes da nadadeira caudal. A distância entre a ponta da cauda e a cloaca é menor que a distância entre a cloaca e o focinho. Além disso, a borda posterior das barbatanas pélvicas é arredondada. A arraia amarela não possui uma barbatana dorsal.
Existem várias papilas localizadas no assoalho da boca de U. jamaicensis. Tanto a mandíbula superior quanto a mandíbula têm aproximadamente trinta dentes, com espécimes masculinos femininos e imaturos que possuem dentes de formato oval, possuem cúspides baixas e estão bem dispostos. No entanto, os machos maduros possuem dentes superiores que são mais espaçados e têm cúspides cônicas altas que são ligeiramente cegas no final. Esse traço sexualmente dimórfico pode permitir que os machos maduros entendam melhor as fêmeas durante a cópula.
Recém-nascidos têm pele desprovida de dentículos. No entanto, logo após o nascimento, a região médio-dorsal começa a enrugar com tubérculos de baixa densidade. Espinhos recurvados também se desenvolvem ao longo da margem dorsal da nadadeira caudal em ambos os lados. Os indivíduos maiores possuem tubérculos dorsais médios que se estendem para a frente até a parte posterior das órbitas e na zona inter-orbital. Uma faixa lateral de espinhos eventualmente se desenvolve sobre cada ombro. O lado ventral do raio permanece suave.

## Coloração
Embora os indivíduos variem amplamente em cor e padrão, o lado dorsal do disco de U. jamaicensis normalmente exibe um dos seguintes esquemas de cores: um padrão reticulado de verde-escuro ou marrom em um fundo claro, ou igualmente um padrão definido de minutos manchas brancas, amarelas ou douradas sobre um fundo verde escuro ou marrom. O lado ventral do disco é amarelado ou branco acastanhado na coloração.

## Tamanho, idade e crescimento
Até o momento, nenhum estudo examinou a idade e o crescimento de U. jamaicensis. Dados observacionais indicam que a arraia amarela cresce até 26 polegadas (66 cm) de comprimento com uma largura máxima do disco de aproximadamente 14 polegadas (35 cm). O exame da condição dos claspers sugere que os machos são sexualmente maduros em uma largura de 15 a 16 cm.

## Hábitos alimentares
Embora não haja literatura descrevendo os hábitos alimentares de U. jamaicensis, seu método de captura de presas pode ser semelhante ao da raia redonda, U. halleri. Observou-se que a arraia redonda retira grandes buracos no fundo lamacento ou arenoso, sacudindo as barbatanas peitorais. Esta ação serve para expor todos os vermes enterrados, caranguejos ou peixes pequenos. Também foi sugerido que a arraia amarela pode atrair presas, levantando seu focinho para criar uma área sombreada para os peixes pequenos se esconderem.

## Reprodução
Atividade de acasalamento foi observada para U. jamaicensis. Arraias masculinas amarelas mordem uma barbatana peitoral feminina na metade da margem, permitindo que ele se incline e assuma uma orientação abdome-abdômen. Esta posição permite que o macho insira um clasper na cloaca feminina. Um evento de copulação foi observado para durar quatro minutos. O período de gestação não é conhecido atualmente para esta arraia. Um tamanho de ninhada de três a quatro foi relatado para a U. jamaicensis. Embriões foram observados para ter discos que são mais amplos em relação ao seu comprimento, que os adultos. Como outros raios da família Urolophidae, os embriões de U. jamaicensis possuem um lóbulo carnoso na margem interna de cada espiráculo. Este lóbulo esconde a maior parte da abertura do espiráculo. A ausência de tal estrutura em jovens de vida livre sugere que ela seja absorvida antes ou logo após o nascimento.

## Predadores e parasitas
Qualquer grande peixe carnívoro, especialmente tubarões como o tubarão tigre, é um predador potencial da arraia-amarela.
Cestódeos como Acanthobothrium cartagenensis, Phyllobothrium kingae, Rhinebothrium magniphallum e Discobothrium caribbensis estão entre os endoparasitas associados à raia amarela.

## Taxonomia
A arraia amarela é um membro da família dos Urolophidae (raias redondos). Esta arraia foi descrita pela primeira vez por Cuvier (1816) como Raja jamaicensis. A nomenclatura atual para a arraia amarela é Urobatus jamaicensis (Cuvier 1816), porém a maior parte da literatura referente a este raio pode ser encontrada sob o nome Urolophus jamaicensis (Cuvier 1816). Os sinônimos júnior incluem Trygonobatus torpedinus Desmarest 1823 e Urobatis sloani vermiculatus Garman 1913. O nome atualmente válido Urobatis jamaicensis obtém seu nome genérico das palavras gregas "oura" = cauda e "batis" = raio.